# دوغ تشيري
دوغ تشيري هو سياسي كندي، ولد في 22 سبتمبر 1932 في كندا، وتوفي في 16 يونيو 2016 في كالغاري في كندا. حزبياً، نشط في الرابطة التقدمية المحافظة في ألبرتا ‏. وقد انتخب عضو الجمعية التشريعية ألبرتا.